# Homolobus undulatus
Homolobus undulatus är en stekelart som beskrevs av Van Achterberg 1979. Homolobus undulatus ingår i släktet Homolobus och familjen bracksteklar. Inga underarter finns listade i Catalogue of Life.